# Шапошникова, Алла Петровна
Алла Петровна Шапошникова — советский государственный хозяйственный и партийный деятель. Член КПСС.

## Биография
Родилась в 1918 году в с. Улин Торопецкого района Калининской области.

### Работа в Ленинграде
С 1939 года — на хозяйственной, общественной и партийной работе, в Ленинградском обкоме комсомола.
В годы ВОВ работала в Ленинградском штабе партизанского движения (отдел организации партийного и комсомольско-молодёжного подполья в тылу врага).
Служила на Ленинградском фронте: согласно учётно-послужной картотеке лейтенант Шапошникова поступила на службу 17.07.1942, окончила службу 19.11.1943; место службы указано "ЭГ 65 ЛенФ, 84 опс 55 А ЛенФ" — 65-й эвакогоспиталь, 84-й отдельный полк связи 55-й армии Ленинградского фронта.
До конца 1940-х — партийный работник в Ленинградском горкоме ВКП(б). 
Избежала "чисток" по "ленинградскому делу"
В 1950-е — в аспирантуре АОН при ЦК КПСС. В 1955 г. защитила диссертацию кандидата исторических наук.

### Партийная работа в Москве
В первой половине 1960-х — первый секретарь Ждановского райкома КПСС города Москвы.
Весной 1963 г. организовала выступление космонавта Титова на партийном семинаре Ждановского района.
В 1965 г. по приглашению правления Общества советско-кубинской дружбы посещала с делегацией Кубу на праздник шестой годовщины Кубинской революции. В делегацию входили космонавт Владимир Комаров (погиб в 1967 г.), директор подмосковного совхоза «Красный луч» Вячеслав Никулин, журналист-шелепинец Борис Бурков, а также разведчик Юрий Папоров, министр социального обеспечения РСФСР Лидия П. Лыкова, писатель Михаил Колесников, поэт Николай Корнеев, некие Юрий Голдвятенко и Мария Боровикова После этого на Кубе произошло «Дело о микрофракции».
Также Шапошникова дружила с Юрием Гагариным, президентом Общества советско-кубинской дружбы, в частности, разговаривала с ним незадолго до гибели 25 марта 1968 года.
С 14 сентября 1965 г. по 10 марта 1971 г. Шапошникова — секретарь Московского горкома КПСС по идеологии (первый секретарь — Егорычев).
В 1966 и 1971 гг. — делегат XXIII и XXIV съездов КПСС.
В 1966 г. награждена Орденом Трудового Красного Знамени.
Избиралась депутатом Верховного Совета РСФСР 7-го созыва (с 1967 по 1971 год, Краснопресненский округ).

По утверждению Николая Шмелёва, Шапошникова прославилась тем, что однажды якобы устроила скандал всему академическому сообществу: 
- Вы чего артачитесь? Вы, собственно, кто такие? Бомбу сделали - ну и все, и зачем вы больше нужны? Обойдемся теперь и без вас! Смотрите, допрыгаетесь - разгоним всех к такой-то матери, и дело с концом.

Боролась против Войновича по воспоминаниям последнего: 
Особенно усердствовала секретарь МГК КПСС Алла Шапошникова, злобная дамочка, о невежестве которой ходили легенды. В ее глазах я вообще был исчадием ада.
Особенно злобствовала одна партийная дама — Шапошникова. Она обещала уморить меня голодом, лично следила, чтобы мне нигде не давали никакой работы, она говорила: „Мы знаем, что он пишет под чужими фамилиями, но мы и до этого доберемся”.
В романе Войновича «Москва 2042» стала прототипом персонажа Коровяк Пропаганда Парамоновна. 
По некоторым источникам Шапошникова также не терпела Майю Плисецкую, «поэтому в московских изданиях существует негласное табу на имя этой балерины».
В 1966 г. Шапошникова боролась против спектакля «Тёркин на том свете» (в Театре сатиры) по одноимённой поэме Твардовского, как вспоминает последний:
2-й секр[етарь] МГК Калашникова [имеется ввиду А.П. Шапошникова], сменившая на этом посту моего друга Кузнецова, ныне министра культуры РСФСР, подводила к тому, чтобы сам театр (парторганизация) догадался, сознался, раскаялся в идейно-политической ошибке (мягко выражаясь) и снял спектакль (а потом уж снять самого Плучека проще простого). М[ежду] пр[очим] она зачитала письмо “зрителей” (или “зрителя” — кто, откуда, не было сказано) в ЦК, пересланное, мол, в МГК. В письме говорилось, что спектакль подвергает осмеянию и поруганию наших славных чекистов и все, что дорого советскому человеку.

Главреж Театра сатиры Валентин Плучек сравнивал Шапошникову с министром культуры Фурцевой: 
Фурцева являла собой натуру неравнодушную, активную. И ее большой, я бы сказал, коммунистический пафос тоже был искренним. Считаю, что полной противоположностью ей была секретарь МК партии Алла Петровна Шапошникова. Вроде бы тоже партийная женщина, носившая строгие костюмы, белые кофточки, хорошо причесанная, ухоженная. Но при этом внутри — лед, спокойствие, стремление к карьере, холодная оценка любой ситуации, любой шаг просчитывался с точки зрения идеологического момента.
Согласно некоторым источникам, Шапошникову в то время «побаивались и министр культуры Фурцева, и завотделом культуры ЦК Шауро».

В 1967 г. между Фурцевой и Шапошниковой развернулась «подковёрная борьба», о чём пишет Марк Захаров — постановщик пьесы «Доходное место» — в своей книге: 
Незадолго до появления «Доходного места» Е. А. Фурцева <...> демонстративно и своевременно помогла театру «Современник» с его спектаклем «Большевики» Шатрова, который многим ее коллегам казался произведением исключительной вредности. <...> Естественно, Шапошникова не преминула воспользоваться этим обстоятельством и развернула наступление по всему идеологическому фронту, всячески подчеркивая глубокую порочность министерской позиции. В свою очередь Фурцева решила ответить ударом на удар и найти идеологические ошибки московского партийного секретаря. Оказывается, разрешение на «Доходное место» можно было при желании отнести к идейным просчетам МГК КПСС. <...> Фурцева неожиданно посетила [мой] спектакль и уже в антракте разговаривала с дирекцией на повышенных тонах, всячески демонстрируя свое глубокое партийное возмущение. Помимо дамской подоплеки, были, конечно, и еще аспекты общественного характера, министр культуры назвала спектакль антисоветским…
В итоге спектакль «Доходное место» был запрещён «за надругательство над русской классикой, за скрытую и явную ассоциативность».

А противостояние двух женщин продолжилось: 
Дело доходило даже до того, что если на спектакль накладывала лапу секретарь по пропаганде горкома Москвы некая Алла Петровна Шапошникова, то Фурцева, когда к ней приходили с жалобой на это люди театра, тут же хватала трубку и при всех отрезала: «Алла Петровна? Этот вопрос я беру на себя!» И с треском, не дожидаясь ответа, клала трубку: «Все! Можете играть!»
В начале 1967 г. Шапошникова добилась у Егорычева отстранения режиссёра Анатолия Эфроса от руководства театром «Ленком», о чём Егорычев позже сожалел: «Было… Было такое. Шапошникова меня сбила с толку.»

Отрицательно относилась к «Театру на Таганке», в частности, в 1967 г. приказала замалчивать их спектакль «Павшие и живые»: 
О спектакле «Павшие и живые» ничего не писать, ни хорошего, ни плохого. Молчать об этом спектакле.

В центре этого спектакля два антигероя — это Гитлер и Сталин. Любимова упрекали, что из спектакля зрители могут сделать вывод, будто фашизм и сталинизм равны, будто авторы ставят их на одну доску. Высоцкий специально для этого спектакля написал песню «Солдаты группы „Центр“», строки которой «Не надо думать! — с нами тот, кто всё за нас решит» были расценены комиссией по приёму спектакля как аллюзия, что стало одним из поводов для запрета. 
Поскольку Любимову запрещали ставить этот спектакль, он обратился к Андропову, Андропов позвонил в Московский городской комитет КПСС Гришину, чтобы те снова разрешили Любимову играть «Павшие и живые».
В феврале или марте 1968 года состоялся пленум МГК КПСС, на котором, как вспоминает Г. Арбатов, был провозглашен курс на «закручивание гаек» в идеологии и культуре.

Во время майских протестов 1968 года во Франции якобы высказалась так: 
Прочтешь про подобные безобразия и убеждаешься лишний раз, какой же все же у нас сознательный, дисциплинированный народ!
В июле 1968 года в выставочном зале на Кузнецком мосту предполагалось открыть выставку картин молодых художников — 8-я Молодёжная выставка. Отбор картин для выставки проводила комиссия Московского отделения Союза художников СССР и ЦК ВЛКСМ. В канун открытия её пожелала посмотреть секретарь МГК по вопросам культуры и идеологии А. П. Шапошникова, известная своими консервативными взглядами. Как сообщает Рой Медведев, многие из картин не понравились Шапошниковой, и она запретила открывать выставку. Утром вместе с большой группой первых посетителей на Кузнецкий мост явились десятки дружинников с красными повязками, которые сняли все картины и ликвидировали таким образом выставку, несмотря на протест Союза художников. Так и в Москве дружинников стали использовать почти как хунвэйбинов в Китае.
В то же время Шапошникова, будучи секретарём МГК, покровительствовала художнику Константину Михайловичу Антонову (позже этого художника опекал министр Щёлоков).
В 1969 г. Шапошникова заказала критическую статью против Шатрова директору Института истории АН СССР П. В. Волобуеву, который передоверил её написание С. Г. Котенко и С. Н. Семанову. В результате публикации М. Ф. Маршак (Шатров) не получил Ленинскую премию.
В 1969 году Шапошникова критически высказалась о Солженицыне: "Партия его не считает талантливым"
В 1969 году секретарь Московского горкома партии Алла Шапошникова едва не запретила спектакль «Разгром». Её смутило, по словам Марка Захарова, что в спектакле партизанским отрядом руководит «некто по фамилии Левинсон» — хотя роман Фадеева считался тогда каноническим, его проходили в школе:
Шапошникова из горкома пришла к нам на спектакль, а там руководит партизанским отрядом некто по фамилии Левинсон... 
<...> И потом еще и разгром красных. И подозрительного Левинсона играет какой-то Джигарханян... В общем, Шапошникова нас почти запретила. Но вдова Фадеева позвонила по вертушке лично Суслову. Пригласила его на спектакль. <...> Он сидел в ложе. И все засекли, что в конце спектакля он достал платочек, вытер слезу и зааплодировал. И вот через два дня в "Правде" появилась статья о "большой идейно-художественной удаче молодого режиссера на сцене театра Маяковского".

В 1969 г. разгорелся скандал в связи с приобретением в 1960-е Государственной библиотекой СССР имени В. И. Ленина эмигрантских архивов ("антисоветских материалов") у "шпиона и антисоветчика" А.Я. Полонского, который вынуждена была разбирать Шапошникова. Заведующая Отделом рукописей «Ленинки» Сарра Житомирская вспоминает: 
Хорошо помню свое объяснение со вторым секретарем — Аллой Шапошниковой. Беседовали мы очень долго, часа два. Помимо объяснительной записки директора, написанной мной и Каневским, я представила ей список всего, полученного отделом в дар от Полонского, и подробно рассказала о научном значении всего этого. Но так как преобладали документы эмиграции, то я успешно отбивалась от всех обвинений, демагогически доказывая ей, что для нас выгоднее, чтобы такие материалы концентрировались у нас в стране, а не на Западе, где их могут использовать как угодно. И эта чушь, по-видимому, показалась ей убедительной (помню, как постепенно светлело ее мрачное лицо), потому что она наконец удовлетворилась моими объяснениями и отпустила меня довольно милостиво.
26 февраля 1969 года Шапошникова открыла торжественный митинг на Сретенском бульваре, посвящённый закладке памятника Н.К. Крупской; на митинге также выступили Е.А. Фурцева, министр просвещения СССР М.А. Прокофьев, секретарь московского городского комитета комсомола И.Н. Конюхова, заслуженная учительница Е.А. Рукавишникова.
3 марта 1969 г. в горкоме под председательством Гришина на заседании идеологической комиссии Шапошникова ругала Высоцкого: 
Театр на Таганке выгнал Высоцкого, так его подобрал „Мосфильм“.
14 мая 1969 Гришин и Шапошникова принимали чехословацкую делегацию: в Москву приехали секретарь ЦК КПЧ Йозеф Ленарт и заведующий Идеологическим отделом ЦК КПЧ Л. Новотный. Обсуждался опыт пропаганды и агитации в московском горкоме.
Летом 1969 г. Секретариат ЦК КПСС рассматривал вопрос о работе парткома Московского университета, с участием в том числе Шапошниковой. 30 сентября 1969 г. Шапошникова участвовала в заседании партактива МГУ: доклад «Об актуальных задачах партийной организации университета в современных условиях» читал секретарь парткома В. Н. Ягодкин — преемник Шапошниковой, в 1971 году занявший пост секретаря по идеологии МГК КПСС, советский патриот, близкий к Семанову.
С 1969 г. Шапошникова живёт в "номенклатурном" кирпичном доме по ул. Алексея Толстого.
В июне 1970 г. Киевский райком КПСС (секретарь - Юрий Юшин) исключил из партии Зиновия Паперного за пародию на роман Всеволода Кочетова «Чего же ты хочешь?». Секретарь МГК А.П. Шапошникова характеризовала пародию Паперного «Чего же он кочет?» как "пасквиль на нашу советскую действительность, на партию, на советский народ".
Ещё осенью 1967 г. артист Театра на Таганке Вениамин Смехов во время гастролей Высоцкого в Куйбышеве предсказал про Шапошникову: «Я точно знаю — ее снимут скоро!» Но прогноз сбылся не так скоро.
В марте 1971 года новый первый секретарь МГК Гришин уволил Шапошникову, как вспоминает Геннадий Красухин:
На чём погорела Алла Шапошникова, я не знаю. И характером, и внешним видом она напоминала вепря. <...> Московский наместник Брежнева, первый секретарь Гришин её из своей команды выгнал. Перешла она на работу кадровиком то ли в министерство, то ли в какой-то учебный институт.

### Работа в Минвузе
С 4 марта 1971 года до конца 1980-х Шапошникова — заместитель по кадрам министра высшего и среднего специального образования СССР.
Курировала факультеты повышения квалификации преподавателей (ФПКП) вузов, в частности, в МАИ.
В ноябре 1973 г. Шапошникова организовала первое Всесоюзное совещание-семинар заведующих кафедрами теоретической механики (на базе МГУ); также помогала в организации трёх последующих Всесоюзных совещаний-семинаров.
В 1975 г. Шапошникова возглавила Общественный Совет по проблемам семьи при газете «Неделя».
20 января 1975 г. Шапошникова открывала двухнедельный семинар-совещание зав. кафедрами политэкономии в МГУ.
В декабре 1979 г. Шапошникова участвовала во втором Всесоюзном совещании-семинаре заведующих математическими кафедрами университетов, где прочитала доклад «О кадрах математиков, работающих в вузах СССР».
В ноябре 1983 г. Шапошникова участвовала в совещании заведующих кафедрами отечественной и всеобщей истории в МГУ, где прочитала доклад «Некоторые вопросы совершенствования высшего образования в свете решений июньского (1983 г.) Пленума ЦК КПСС».
Весной 1985 г. Шапошникова приглашала академика А.П. Ершова выступить в МГУ с докладом на совещании-семинаре преподавателей университетов, педагогических и технических институтов, привлекаемых для преподавания нового курса «Основы информатики и электронно-вычислительной техники» (подробнее см. КУВТ).
В середине 1980-ых Шапошникова оказала большое содействие в приобретении средств вычислительной техники (СМ-2420, Искра-1030, Mazovia 1016) для оснащения компьютерного класса Факультета повышения квалификации преподавателей (ФПКП) ЛИТМО.
В юбилейный 1985 год Шапошникова награждена Орденом Отечественной войны II степени.

### На пенсии
С 1986 года — персональный пенсионер СССР.

В 1988 г. так высказалась о моде: 
Сама я люблю и всю жизнь ношу строгие английские костюмы, для меня они всегда - главная мода. <...> С удовольствием хочу отметить, что сейчас все больше вижу молодых девушек и девочек с косами, они напоминают мне о старых русских традициях в женской моде, о великолепии традиционного русского костюма.

Умерла в Москве предположительно в 2003 году.

## Семья и дети
По утверждению Войновича любовником Шапошниковой якобы был прозаик и драматург Лазарь Карелин — секретарь Московского отделения СП.
Есть сын — Шапошников Владимир Владимирович (1957 г.р. Ленинград) — старший научный сотрудник Московского авиационного института, имеет публикации и патенты в области космической техники, преподаёт в МАИ.
Есть внучка Виктория (1992 г.р.).